# بيغ كيني
بيغ كيني (بالإنجليزية: Big Kenny)‏ هو مغن مؤلف أمريكي، ولد في 1 نوفمبر 1963 في كولبيبر في الولايات المتحدة.

## وصلات خارجية
- الموقع الرسمي
- بيغ كيني على موقع IMDb (الإنجليزية)
- بيغ كيني على موقع ميوزك برينز (الإنجليزية)
- بيغ كيني على موقع ديسكوغز (الإنجليزية)
- بيغ كيني على موقع ديسكوغز (الإنجليزية)
- بيغ كيني على موقع قاعدة بيانات الفيلم (الإنجليزية)